# Tiến lên, các bé cún!
Tiến lên, các bé cún! (tiếng Anh: Go, Dog. Go!) là loạt phim hoạt hình trên truyền hình dành cho lứa tuổi mầm non của Mỹ-Canada được phát triển bởi nhà văn và nhà sản xuất truyền hình người Mỹ Adam Peltzman cho Netflix vào ngày 26 tháng 1 năm 2021. Dựa trên sách thiếu nhi cùng tên của P. D. Eastman. Phim được sản xuất bởi hãng phim hoạt hình Mỹ - DreamWorks Animation Television với phần hoạt hình do hãng WildBrain Studios của Canada đảm nhiệm. Loạt phim kể lại những cuộc phiêu lưu và nỗ lực của nhân vật chính và bạn chó của mình tại thành phố hư cấu Pawston.
Mùa thứ hai nối tiếp công chiếu vào ngày 7 tháng 12, 2021. Mùa thứ ba nối tiếp công chiếu vào ngày 19 tháng 9, 2022. Mùa thứ bốn nối tiếp công chiếu vào ngày 27 tháng 11, 2023.
Tại Đông Nam Á (cũng bao gồm cả Việt Nam), phim được kênh DreamWorks Channel ra mắt vào ngày 1 tháng 5 năm 2023.

## Nhân vật
Tag Barker
Lồng tiếng bởi: Michela Luci
Nhân vật chính của bộ phim, là một cô chó cái màu da cam. Người bạn thân nhất và láng giềng của chú là Scooch. Cô ấy là chị gái của Cheddar Biscuit, Gilber, Spike và Yip Barker. Cô đeo cổ áo màu tía.
Scooch Pooch
Lồng tiếng bởi: Callum Shoniker
Một chú chó sục nhỏ màu xanh dương. Scooch rất thích con gà đồ chơi. Anh đeo khăn rằn màu đỏ.
Ma Barker
Lồng tiếng bởi: Katie Griffin
Một cô chó cái màu oải hương. Là mẹ của Tag, Cheddar Biscuit, Gilber, Spike và Yip Barker. Cô đeo mũ phi công màu xanh mòng két.
Paw Barker
Lồng tiếng bởi: Martin Roach
Một chú chó màu nâu. Là cha của Tag, Cheddar Biscuit, Gilber, Spike và Yip Barker. Anh đeo kính, mũ lưỡi trai màu đỏ và khăn quàng cổ màu xanh lá cây.
Cheddar Biscuit
Lồng tiếng bởi: Tajja Isen
Một cô chó cái màu trắng. Là chị gái của Tag, Gilber, Spike và Yip Barker.
Spike Barker
Lồng tiếng bởi: Lyon Smith
Một chú chó màu đỏ. Là anh trai của Tag, Cheddar Biscuit, Gilber và Yip Barker.
Gilber Barker
Lồng tiếng bởi: Lyon Smith (Canada) James Cartmell (Vương quốc Liên hiệp Anh và Bắc Ireland)
Một chú chó màu vàng. Là anh trai của Tag, Cheddar Biscuit, Spike và Yip Barker
Grandma Marge Barker
Lồng tiếng bởi: Judy Marshank
Một cô chó cái màu tía. Là bà của Tag, Cheddar Biscuit, Gilber, Spike và Yip Barker. Cô đeo kính màu tía.
Grandpaw Mort Barker
Lồng tiếng bởi: Patrick McKenna
Một chú chó màu be. Là ông của Tag, Cheddar Biscuit, Gilber, Spike và Yip Barker. Anh đeo mũ lưỡi trai màu xanh lá cây.
Yip Barker
Một chú chó con màu tía. Là em út của Tag, Cheddar Biscuit, Gilber và Spike Barker.
Sgt Pooch
Lồng tiếng bởi: Linda Ballantyne
Một cô chó sục cái màu xanh dương. Là mẹ của Scooch. Cô đeo mũ cảnh sát màu xanh dương.
Frank
Lồng tiếng bởi: David Berni
Một chú chó màu vàng. Anh đeo kính.
Beans
Lồng tiếng bởi: Anand Rajaram
Một chú chó chăn cừu Anh Quốc lớn màu xanh lá cây. Người bạn thân nhất của chú là Frank.
Lady Lydia
Lồng tiếng bởi: Linda Ballantyne
Một cô chó săn vịt cái màu hồng.
Sam Whippet
Lồng tiếng bởi: Joshua Graham
Một chú Greyhound màu xanh dương.
Gerald
Lồng tiếng bởi: Patrick McKenna
Một chú chó màu xanh mòng két. Anh đeo mũ màu xanh dương.
Muttfield
Lồng tiếng bởi: Patrick McKenna
Một chú chó màu tía. Anh đeo mũ quả dưa.
Manhole Dog
Lồng tiếng bởi: Patrick McKenna
Một chú chó màu be.
Mayor Sniffington
Lồng tiếng bởi: Linda Ballantyne
Một cô chó cái màu tía.
The Barkapellas
Lồng tiếng bởi: Paul Buckley, Reno Selmser và Zoe D'Andrea
Là ba con chó biết hát.
Beefsteak
Lồng tiếng bởi: Tajja Isen
Một cô Chihuahua cái màu hồng.
Wind Swiftly
Lồng tiếng bởi: Ava Preston
Một cô chó cái màu tía.
Tread Lightly
Một chú chó màu xanh mòng két.
Doug
Một chú chó màu vàng.
Wagnes
Lồng tiếng bởi: Judy Marshank
Một cô chó cái màu xanh dương.
Hambonio
Một chú chó màu đỏ.
Big Dog
Lồng tiếng bởi: Matthew Mucci
Một chú chó màu trắng khổng lồ.
Little Dog
Lồng tiếng bởi: Judy Marshank
Một cô chó cái nhỏ màu tía.
Coach Chewman
Lồng tiếng bởi: Phill Williams
Một chú chó màu đỏ.
Gabe Roof
Lồng tiếng bởi: Phill Williams
Một chú chó màu vàng.
Waggs Martinez
Lồng tiếng bởi: Linda Ballantyne
Một cô chó cái màu tía.
Flip Chasely
Lồng tiếng bởi: Anand Rajaram
Một chú chó màu nâu.
Catch Morely
Lồng tiếng bởi: Julie Lemieux
Một cô chó cái màu xanh dương.
Donny Slippers
Lồng tiếng bởi: Jamie Watson
Một chú chó màu đỏ.
Bernard Rubber
Lồng tiếng bởi: Joshua Graham
Một chú chó nhỏ màu xanh mòng két.
Kit Whiskerton
Lồng tiếng bởi: Zarina Rocha
Một cô mèo cái màu tía.
Tom Whiskerton
Lồng tiếng bởi: Paul Braunstein
Một chú mèo màu xám. Là cha của Kit.
Fetcher
Lồng tiếng bởi: Deven Mack
Một chú chó màu xanh mòng két.
Kelly Korgi
Lồng tiếng bởi: Stacey Kay
Một cô chó cái màu lòng đào.
Leo Howlstead
Lồng tiếng bởi: John Stocker
Một chú chó màu xám. Anh đeo kính.
Sandra Paws
Lồng tiếng bởi: Deann DeGruijter
Một cô chó cái lớn màu xanh dương.
Taylee
Lồng tiếng bởi: Manvi Thapar
Một cô chó con cái màu tía.
Rhonda
Một cô chó con cái màu xanh dương.
Chili
Lồng tiếng bởi: Anand Rajaram
Một chú chó chăn cừu Anh Quốc lớn màu đỏ. Là anh họ của Beans.
Franny
Một cô chó con cái màu nâu.
Franny's Mom
Lồng tiếng bởi: Tajja Isen
Một cô chó cái màu xanh mòng két.
Franny's Dad
Lồng tiếng bởi: Joshua Graham
Một chú chó màu xanh dương.
Bowser
Lồng tiếng bởi: Anand Rajaram
Một chú chó màu xanh dương.
Cam Snapshot
Một cô chó cái màu hồng.
Early Ed
Lồng tiếng bởi: Rob Tinkler
Một chú chó màu xanh lá cây.
Jerry
Một chú chó màu nâu.
Marcus Worms
Lồng tiếng bởi: David Berni
Một chú chó màu hồng.
Darrell
Một chú chó màu xanh dương.
Dale Mation
Một cô chó đốm cái.
Onlooker Dog
Lồng tiếng bởi: Anand Rajaram
Một chú chó màu vàng.
Brutus
Lồng tiếng bởi: Patrick McKenna
Một chú chó màu xanh dương.
Truck Driver
Lồng tiếng bởi: Joshua Graham
Một chú chó màu xanh lá cây.
Sandwich Dog
Lồng tiếng bởi: Patrick McKenna
Một chú chó màu tía.

## Tập phim
| Mùa | Mùa | Số tập | Số tập | Phát hành gốc        | Phát hành gốc        |
| --- | --- | ------ | ------ | -------------------- | -------------------- |
|     | 1   | 9      | 9      | 26 tháng 1 năm 2021  | 26 tháng 1 năm 2021  |
|     | 2   | 9      | 9      | 7 tháng 12 năm 2021  | 7 tháng 12 năm 2021  |
|     | 3   | 8      | 8      | 19 tháng 9 năm 2022  | 19 tháng 9 năm 2022  |
|     | 4   | 14     | 14     | 27 tháng 11 năm 2023 | 27 tháng 11 năm 2023 |

## Tiếp nhận

### Tiếp tân quan trọng
Trang AlloCiné cho biết điểm đánh giá trung bình là 3,1/5.